# Parada Kilómetro 34,5
Kilómetro 34,5 es una estación ferroviaria ubicada en la ciudad de Merlo, en la Provincia de Buenos Aires, Argentina.

## Infraestructura
El estado edilicio se encontraba en condiciones deplorables, los sanitarios estaban inutilizados y la estación se encontraba cubierta de grafitis y enrejada. En el año 2016 la estación está totalmente renovada, por ahora sin baños, sólo hay carteles de horarios y a metros está el puesto de señalero.

## Historia
Hasta 1910  en la actual ubicación de la “parada km 34,5” funcionó una estación del Ferrocarril del Sud que primero se llamó Estación Maipú, luego Coronel Suárez y desde 1896 Estación Mariano Acosta. Luego de ser trasladada a la actual ubicación de la Estación Mariano Acosta pasaron más de sesenta años para que se edificara una nueva estación ferroviaria en el mismo emplazamiento en el populoso barrio Loma Florida, ciudad de Merlo, a sólo 100 m de la Ruta Provincial 40 y a 800 m de la nueva planta industrial de la firma local Petinari Volcadores y de la base militar de radares Grupo Vigilancia y Control del Espacio Aéreo.
PD: la actual estación se encuentra a 300 metros de donde estuvo emplazada la primera estación de Mariano Acosta. Aún es fácilmente divisable el otrora cuadro de estación.